# Родзько, Всеволод Филаретович
Все́волод Филаре́тович Ро́дзько (бел. Усе́валад Філарэ́тавіч Родзька; 21 июня 1920 года, хутор Поддубное возле д. Чучевичи Лунинецкого уезда, ныне Лунинецкий район Брестской области — не раньше 26 мая 1946 года, Минск, БССР) — белорусский военный и политический деятель, в годы Второй мировой войны сотрудничавший с гитлеровской Германией. Командовал белорусским десантным батальоном «Дальвиц» (майор, посмертно генерал) и был бургомистром Витебска с 3 июля 1941 года. Занимал пост председателя ЦК Белорусской независимой партии, также занимался публицистикой.

## Биография

### Семья
Родился в 1920 году в деревне Чучевичи, в хуторе Поддубное. Отец — Филарет Родзько, родился 9 февраля 1890 года в деревне Вересково (Новогрудский район, Гродненская область), получил образование в Новогрудке и Несвиже, работал учителем в Мозырском уезде. Филарет Родзько участвовал в Первой мировой войне, был контужен и получил отравление ядовитым газом. Окончил офицерскую школу, дослужился до звания капитана РИА. В 1918 году вернулся на родину, преподавал в Ленино и через год женился на Вере Гулевич (уроженка деревни Гричиновичи). В Вересково вернулся в 1920 году через Лунинец. Предполагается, что во время гражданской войны в России он служил в отряде под командованием Станислава Булак-Балаховича. Филарет Родзько стал директором школы в Вересково, в Кракове выучил польский язык. Преподавал белорусский язык и организовал драматический кружок. После установления советской власти был назначен на пост директора белорусской школы в Вересково. Во время войны преподавал в семинарии и был директором белорусской гимназии, в 1944 году бежал в Германию, а оттуда эмигрировал в США, где и умер 5 марта 1977 года.

### Ранние годы
Всеволод учился в польской гимназии имени Адама Мицкевича в Новогрудке, окончил с отличием. Занимался спортом и возглавлял скаутскую дружину в гимназии. В 1934 году в Новогрудке была закрыта белорусская гимназия, а её учеников переправили в польскую гимназию имени Мицкевича. Одноклассниками Родзько стали Борис Рогуля, Иосиф Сажич и Владимир Набагез, которые создали свой национальный кружок, носивший антисоциалистический характер. В своих убеждениях они руководствовались позицией Василия Рогули, который называл социализм «мостом к коммунизму». В 1938 году он окончил гимназию и поступил в польскую унтер-офицерскую артиллерийскую школу в Замброве, где учился с отличием, но лучшим курсантом не был признан.

### Начало Второй мировой войны
В сентябре 1939 года Родзько был призван в польскую армию как хорунжий запаса в 42-й пехотный полк. Участвовал в оборонительной войне Польши против Третьего рейха. Был ранен, 19 сентября попал в немецкий плен, попал в лагерь военнопленных у Познани. В обмен на сотрудничество с немцами в плане грядущей войны против СССР Родзько был освобождён 20 августа 1940 года. После освобождения образовал филиал варшавского Белорусского комитета в Кракове и связался впервые с ОУН, которые идеологически его настроили на войну против СССР. В Варшаве познакомился с Николаем Щорсом и ксендзом Винцентом Годлевским (руководителем Белорусского национального фронта), которые вели работу по образованию белорусского националистического движения. Годлевский подключил Родзько к своей работе. В 1940—1941 годах в Польше появилась подпольная Белорусская независимая партия, которая начала летом 1941 года свою деятельность и на территории БССР.

### Деятельность БНП в оккупированной Белоруссии
Он выдавал себя за белоруса-патриота и поэтому в присутствии немцев говорил только на белорусском языке, а в остальное время изъяснялся по-русски. /…/ Большим вором и взяточником он не был, но много пил.Д. Каров (Кандауров)
На оккупированной немцами территории Родзько вёл антисоветскую агитацию под руководством Годлевского, образуя подпольные группы и расширяя структуру БНП. 3 июля 1941 года он был назначен бургомистром Витебска и занялся белорусизацией города, параллельно был завербован абвером. Поддерживал контакты с командиром Полесской сечи УПА Тарасом Боровцом и затем лично со Степаном Бандерой. В августе 1941 года Родзько и ещё двое человек из организации Белорусская Самооборона — Якуб Харевский и Михаил Витушко — провели карательную операцию против партизан в Полесье (ранее в июне 1941 года белорусские националисты из 1-го штурмового отряда вступили в бои против партизан).
В 1942 году Всеволод Родзько возглавил ЦК БНП, усилив свой авторитет среди коллаборационистов и прогитлеровской эмиграции. После казни Винцента Годлевского за неподчинение немецким властям Родзько вынужден был действовать в одиночку. Уже в первой сессии БНП Родзько сообщили о зверствах нацистов в Польше, и он инициировал включение помощи евреям в программе партии. В 1943 году он совместно с главой Рады БНР Николаем Абрамчиком разработал план перебраться в Берлин и оттуда продолжить националистическую агитацию. Абрамчик одобрил план и осенью 1943 года выехал тайно в Белосток в Комитет самопомощи, но под давлением немецких властей вынужден был вернуться в Париж. Родзько далее сотрудничал с абвером и создал сеть диверсионных отрядов, которые должны были помогать вермахту оказывать сопротивление советским войскам в случае вступления РККА на территорию Белоруссии.
В Глубокое руководителем БНП был назначен Янко Гинько, в Слониме — Григорий Зыбайло, в Новогрудке — Борис Рогуля, в Минске — Юлиан Сакович (после смерти в июне 1943 года его пост занял Алексей Сенкевич), в Барановичах — Всеволод Король, в Поставах — Виктор Сикора, в Вильнюсе — Франтишек Олехнович (после его гибели в марте 1944 года — Марцинкевич), в Белостокском округе — Иван Гелда, в Смоленске и Брянске — Михаил Витушко и Дмитрий Космович. В партии велась строгая идеологическая подготовка молодёжи как основы будущей антикоммунистической Белоруссии. Сам Родзько не раз выступал с публицистическими материалами в легальной и нелегальной печати.

### Белорусская краевая оборона
В январе 1944 года Родзько вошёл в состав Президиума Совета Белорусской Центральной Рады, которую возглавлял Радослав Островский. Коллегами Родзько в президиуме были такие деятели белорусского националистического движения, как Юрий Соболевский, Франц Кушель, Симон Кандыбович и Николай Шкелёнок. Родзько отвечал за работу с молодежью, Шкелёнок (давний знакомый Родзько) руководил отделом пропаганды и прессы. 23 февраля 1944 года немцы дали разрешение на образование Белорусской краевой обороны (БКА), а в марте началась мобилизация, которую объявил Островский. С целью взятия под контроль Белорусской центральной радой всех воинских формирований группа молодых офицеров-деятелей БНП вступили в армию. В Глубоком БНП возглавил Григорий Зыбайло, в Новогрудке — Борис Рогуля, в Слониме — Иосиф Дакиневич. Начальником персонального бюро при Главном руководстве БКА стал Симон Романчук, минскими офицерскими курсами руководил Виктор Чеботаревич, заместителем Кушаля стал Виталий Микула. 20 марта 1944 года Всеволод Родзько получил звание лейтенанта и возглавил пропаганду Главного руководства БКА.
С 16 апреля по 10 мая 1944 года Родзько в составе 15-го Городищенского батальона БКА (группа фон Готберга) участвовал в антипартизанской операции «Праздник весны» в районе Лепеля и Борисова, за что был награждён немецким Железным крестом II класса. 20 мая того же года он был назначен исполняющим обязанности командира 15-го Городищенского батальона БКА, согласно постановлению №37 «О назначении товарища Рады — старшего лейтенанта РОДЗЬКО Всеволода Командиром 15-го батальона Белорусской Краевой Обороны». Решение было принято и с учётом заслуг Родзько за время деятельности БНП. Он был единственным деятелем Белорусской Центральной Рады, который проходил непосредственную службу в пронемецких воинских частях (Франц Кушаль занимался кабинетной работой и в боях не участвовал). В начале июня 1944 года 15-й батальон БКА принёс официальную присягу: каждый, кто приносил её, открыто объявлял о своей лояльности нацистам:

Я, солдат Белорусской Краевой Обороны, клянусь Всемогущим Богом и солдатской честью, что буду верно служить своему белорусскому народу, честно и примерно выполнять все приказы своих командиров и начальников.
Я клянусь, что вместе с немецким солдатом не выпущу из рук оружия до тех пор, пока не будут установлены полный покой и безопасность в наших селах и городах, пока не будет уничтожен на нашей земле последний враг белорусского народа.
Я клянусь, что скорее погибну смертью героя, чем допущу, чтобы моя жена и дети, родители и сестры, братья и весь белорусский народ снова терпели большевистские издевательство и неволю.
Если же по своей слабости или злому умыслу я нарушу эту клятву, то пусть накажет меня Бог позорной смертью предателя своего народа и Отечества.
Оригинальный текст (бел.)Я, жаўнер Беларускай Краёвай Абароны, прысягаю на Ўсемагутнага Бога і жаўнерскі гонар, што буду верна служыць свайму Беларускаму Народу, сумленна і прыкладна выконваць усе загады сваіх камандыраў і начальнікаў.

Я прысягаю, што побач зь нямецкім жаўнерам, ня выпушчу з рук зброі да тых пор, пакуль ня будзе ўстаноўлены поўны спакой і бясьпека ў нашых сёлах і гарадох, пакуль ня будзе зьнішчаны на нашай зямлі апошні вораг Беларускага Народу.
Я прысягаю, што хутчэй згіну сьмерцьцю героя, чымся дапушчу, каб мая жонка і дзеці, бацькі і сёстры, браты і ўвесь Беларускі Народ зноў цярпелі бальшавіцкі зьдзек і няволю.

Калі-ж з свае слабасьці ці злога намеру я парушу гэтую прысягу, то няхай пакарае мяне Бог ганебнай сьмерцю здрадніка свайго народу і Бацькаўшчыны.

### Батальон «Дальвиц»
Газета «Голас вёскі» писала 9 июня 1944 года, что Родзько после принятия присяги обратился к солдатам БКА с призывом не складывать оружие до полного завершения войны против большевиков. Сами обстоятельства формирования БКА были достаточно сложными: немцы не доверяли белорусским националистам, подозревая их в двойной игре; советские партизаны срывали мобилизацию и вели постоянную борьбу против коллаборационистов и предателей Родины; сюда же подключилась и Армия Крайова, которая расценивала белорусских националистов как угрозу для себя и для независимой Польши. Однако Родзько призывал не впадать в панику личный состав и организовать вооружённую силу, чтобы при необходимости разбить всех. С весны 1944 года Родзько начал разрабатывать план антинемецкого восстания в Минске, которое планировалось осуществить во время проведения Второго Всебелорусского конгресса, ближе к лету. Основной вооруженной силой восстания должен был стать 3-й Новогрудский батальон БКА под командованием Бориса Рогули.
За 4 месяца немцы собрали множество боевых единиц БКА, которые Родзько, произведённый вскоре в капитаны, планировал в конце июня 1944 года стянуть в Минск и далее действовать по сценарию бандеровцев, выполненному летом 1941 году (рассчитывая добиться более крупного успеха). Весь план он разработал лично, согласно свидетельствам Бориса Рогули, хотя есть доказательства участия и Михаила Витушко. Ожидалось участие оккупационной полиции в Минске, но общий недостаток сил снижал вероятность успеха плана. Рогуля не успевал к конгрессу в Минск добраться поездом, и большая часть групп БНП не добралась до Минска в принципе (поляки подорвали поезд группы Виктора Сикоры из Постав). Окончательно план рухнул после начала советской операции «Багратион», и Родзько объявил о переходе к антисоветской партизанской войне. Часть сил белорусских националистов осталась в БССР, другие ушли в Германию: их отступление было хаотичным. Сохранились сведения о том, что Родзько прикрывал некоторые группы на мосту через Неман в Гродно. Выжившие ушли в немецкий город Дальвитц, где в школе абвера начали проходить диверсионную подготовку для дальнейшей борьбы против советских войск.
В городе был образован одноимённый десантный батальон «Дальвитц», командиром которого и стал Родзько. Немцы обеспечивали диверсантов оружием и боеприпасами, сбрасывая на самолётах на территорию БССР. Родзько, который в январе 1945 года был произведён в майоры, стал политическим комиссаром батальона, командиром же был назначен майор Иван Гелда, которого в обмен на службу освободили гестаповцы из белостокской тюрьмы. Родзько планировал предоставить военное и политическое руководство оставшимся белорусским националистам в БССР. К началу 1945 года было сброшено несколько больших десантных групп: все их члены числились солдатами Белорусского краевого войска и деятелями Белорусской войсковой организации (её первая конференция состоялась в марте 1945 года в Берлине нелегально; сама она считалась военизированным крылом БНП и существовала с 1944 года). Большая её часть высказалась за присоединение к подпольному движению, присутствовавший представитель Союза белорусской молодёжи Михаил Ганько выразил готовность вступить в ряды подпольщиков при первой возможности.
В 1944—1945 годах Родзько продолжил искать союзников среди сателлитов гитлеровской Германии и лояльных им националистов. Он установил контакты с лесными братьями в Прибалтике, в Берлине встретился с Бандерой и Бульбой-Боровцом, договорившись о продолжении борьбы против большевиков. Была вероятность присоединения Родзько к армии генерала Андрея Власова, рассчитывая на то, что Власов поддержит борьбу антисоветского подполья в России и прервёт переброску подкреплений из РСФСР в БССР. Однако 12 декабря 1944 года Белорусская Центральная Рада выступила решительно против сотрудничества с Власовым: хотя капитан батальона «Дальвитц» Всеволод Родзько и старший лейтенант Лазаревич заявили, что белорусские националисты должны искать помощь у любых организаций, которые готовы бороться против большевиков, генерал Константин Езовитов назвал подобные попытки установления контакта с РОА преждевременными.
В конце концов, в мае 1945 года батальон «Дальвитц» был разбит и разоружён в Чехословакии, а Родзько, выбравшись оттуда и дойдя до Белостока, был арестован польской милицией и передан в БССР (по другим данным, он был арестован советскими спецслужбами в мае в Чехии и использовался для ликвидации подполья и партизанских отрядов БНП). Те сослуживцы Родзько, которые не были разоружены, сумели выбраться на Запад и влились в ряды армии «Чёрный кот».

### Смерть
В Белостоке Родзько проживал под именем Яна Ермоловича, но был обнаружен и арестован 26 июня 1945 года. Его доставили в Минск к министру госбезопасности БССР Л. Ф. Цанаве. Следователи сумели установить, какие посты занимал Родзько, и предложили ему сотрудничество, но он наотрез отказался и даже предпринял попытку побега. Рассматривался вариант использования Родзько и арестованных белорусских националистов для отправки на помощь в Грецию коммунистам, однако Родзько не пошёл навстречу следователям.
22 мая 1946 года его с Иваном Гелдой «за измену Родине» приговорили военным трибуналом Белорусского военного округа к смерти. Гелда был повешен в Белостоке; Родзько же  этапирован в Минск, где (вероятнее всего 26 мая) расстрелян, но о времени и месте казни нет точных данных. Долгое время ходили слухи, что Родзько получил большой тюремный срок и отбывал его в Сибири, однако Борис Рогуля опровергал эти слухи, считая, что Родзько обязательно бы дал БНП о себе знать в случае своего спасения от смерти. От имени казнённого советские спецслужбы в 1950-х организовывали «радиоигры» с западными разведцентрами.
Посмертно он получил звание генерал-майора от Рады БНР.

### На русском
- Романько О. В. Белорусские коллаборационисты. Сотрудничество с оккупантами на территории Белоруссии, 1941—1945. — М.: Центрполиграф, 2013. — 479 с.
- Чуев С.Г. Спецслужбы Третьего Рейха. Книга II. — СПб.: Нева; М.: ОЛМА-ПРЕСС Образование, 2003. — С. 409.
- Ткаченко Е. Среди живых и мертвых// БДГ. - № 79. - 22 ноября 2001;

### На белорусском
- Грыбоўскі Ю. Беларускі рух і Нямеччына напярэдадні і ў пачатку Другой сусьветнай вайны// Архэ. -2009. - № 5. - С. 156—157.
- Ёрш С. Арыштаваны ў Беластоку //Ніва. - № 27. - 7 ліпеня 1996;
- Ёрш С. Усевалад Родзька// Наша ніва. - № 9. - 11 траўня 1998;
- Ёрш С. Вяртаньне БНП. Асобы й дакумэнты Беларускай Незалежніцкай Партыі. — Менск-Слонім: БГАКЦ,1998. - С. 19-25;
- Ёрш С. Пра Міхася Ганька і Ўсевалада Родзьку// Беларус. - № 485. -2003 чэрвень;
- Юзік С. [Язэп Сажыч]. Яшчэ, і больш пра Ўсевалада Родзьку і некаторых ягоных школьных сяброў// Беларускі дайджэст (ЗША). - № 8 (56). - верасень 1998. Перадрук — Наша ніва. - № 1. - 11 студзеня 1999;